# Cimetière de Saint-Fargeau
Le cimetière de Saint-Fargeau est un cimetière situé à Saint-Fargeau, en France.

## Localisation
Le cimetière est situé dans le département français de l'Yonne, sur la commune de Saint-Fargeau. Il se trouve rue de l'Étang-Renard.

## Description
Ce cimetière est en forme de L avec la partie ancienne rectangulaire qui possède en son milieu une chapelle placée sous le vocable de sainte Anne dont les fresques intérieures sont classées. Une extension moderne se trouve sur la droite. Aucune tombe n'est remarquable; les sépultures étant remplacées au fur et à mesure de la fin des concessions par des tombes « standard ». On remarque contre un des murs une tombe collective refaite récemment qui abrite les corps de quatorze soldats français morts pendant la guerre de 1870.

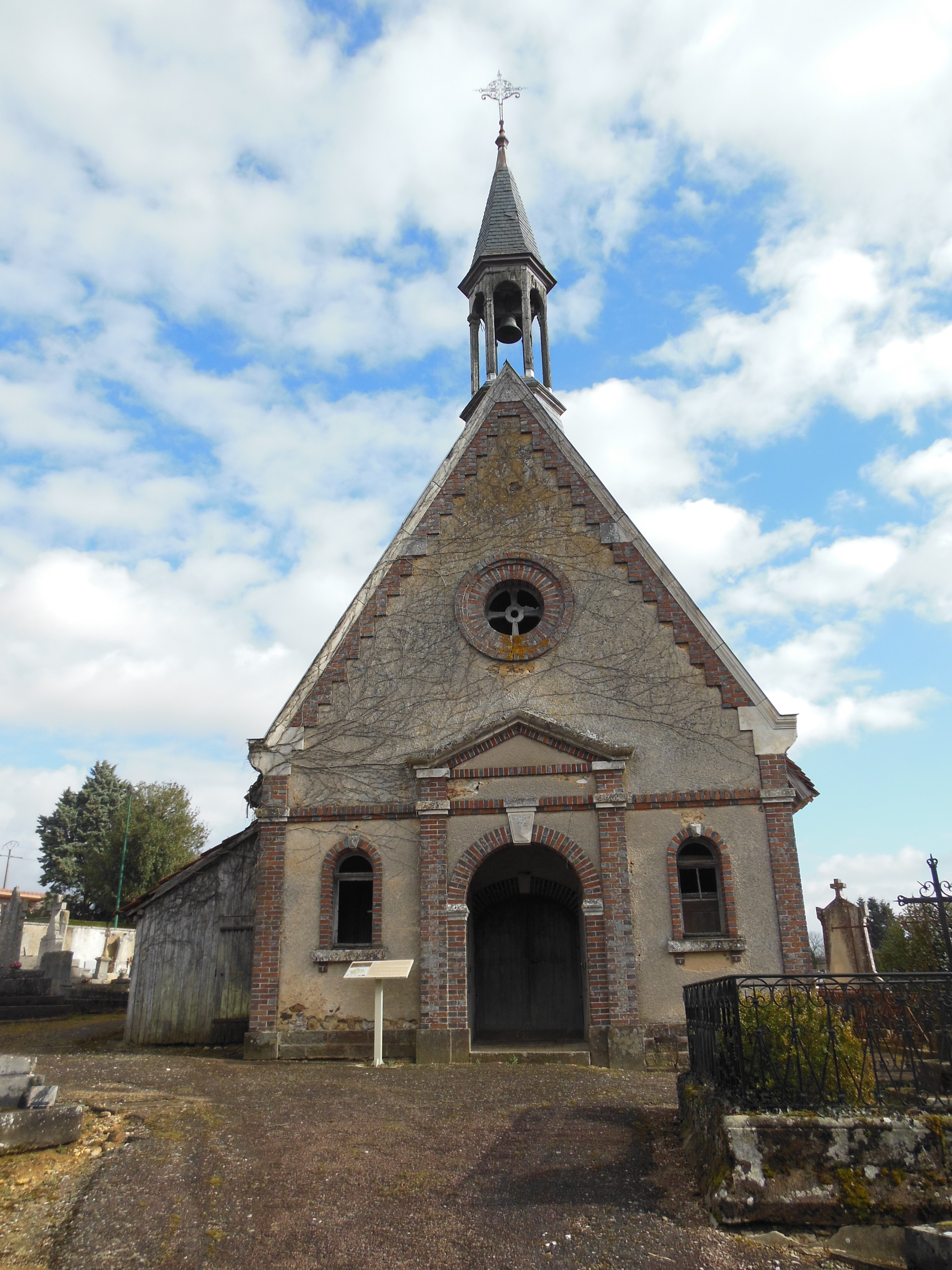
Chapelle Sainte-Anne du cimetière. Classée pour ses peintures à fresque intérieures.

## Historique
La chapelle du cimetière est classée au titre des monuments historiques en 1910. Elle comporte sur ses murs intérieurs des fresques du XVIe siècle dépeignant la Passion du Christ en onze épisodes, ainsi que deux peintures représentant la Généalogie de la Vierge et la Rencontre des trois morts et des trois vifs.